# Golion
King of the Beasts GoLion (百獣王ゴライオン, Hyakujūō Goraion) is een Japanse mecha/animeserie, uitgezonden in 1981. De serie liep 1 seizoen van 52 afleveringen, en was een productie van Toei Animation.
De serie werd later omgezet tot het eerste seizoen van de Amerikaanse serie Voltron: Defender of the Universe. Tevens stonden de personages en de robots uit de serie model voor het derde seizoen van “Voltron: Defender of the Universe” en de serie Voltron: The Third Dimension.

## Verhaal
GoLion ' s verhaal begint in 1999, wanneer de planeet Altea wordt veroverd door het Galra Keizerrijk. Niet veel later worden vijf jonge piloten, die op het moment van de aanval op verkenning waren in de ruimte, eveneens gevangen door de troepen van dit rijk. Ze worden gedwongen voor hun leven te vechten in de arena van Keizer Daibarzaal.
De piloten ontsnappen, en vluchten naar Altea. Daar ontdekken ze het geheim van de enorme robot GoLion, het enige wapen dat de Galra kan verslaan. GoLion was ooit een zelfbewuste, maar arrogante robot. Nadat hij een godin had uitgedaagd tot een gevecht, werd hij door haar opgesplitst in vijf robotische leeuwen.
De piloten sporen deze leeuwen op, en beginnen met de tegenaanval tegen de Galra.

## Personages

### Het GoLion-team
- Akira Kogane (黄金 旭, Kogane Akira): de leider van het team. Hij bestuurt de Zwarte Leeuw. Akira is een strategisch denker, maar heeft een kort lontje. Als een van de teamleden hem tegenspreekt, heeft dit vaak een ruzie tot gevolg.

- Isamu Kurogane (黒鋼 勇, Kurogane Isamu): de tweede bevelhebber en piloot van de Rode Leeuw. Hij houdt ervan om anderen voor de gek te houden. Hij is de enige van het team die geregeld tegen Akira’s bevelen in durft te gaan.

- Hiroshi Suzuishi (錫石 宏, Suzuishi Hiroshi): het jongste lid van het team. Hij is ongeveer 12 jaar oud. Zijn specialiteit is wetenschap. Hij deinst er niet voor terug openlijk te zeggen wat hij denkt. Hij bestuurt de Groene Leeuw.

- Tsuyoshi Seidō (青銅 強, Seidō Tsuyoshi): de sterke man van het team. Hij bestuurt de Gele Leeuw. Hij houdt van eten en is erg sterk.

- Takashi Shirogane (銀 貴, Shirogane Takashi): de oorspronkelijke tweede bevelhebber in het team en piloot van de Blauwe Leeuw. Hij heeft een jongere broer genaamd Sho. Hij kwam in aflevering 6 om het leven als gevolg van een aanval door Honerva.

- Princess Fala (ファーラ姫, Fāra Hime): de prinses van de planeet Altea. Ze nam Takashi’s plaats in a diens dood.

### Bondgenoten
- Raible (軍師ライブル, Gunshi Raiburu): Fala’s adviseur en mentor van het GoLion team.

- King Raimon (ライモン王, Raimon Ō): Fala’s overleden vader. Hij verschijnt nog geregeld als geest om zijn dochter advies te geven.

- Space Mice (宇宙鼠, Uchū Nezumi): een familie van vijf intelligente muizen. Ze waren Fala’s enige vrienden toen ze nog een kind was.

- Sho Shirogane (銀亮, Shirogane Sho): de jongere broer van Takashi. Hij lijkt sterk op zijn oudere broer en wil diens dood wreken. Hij verblijft het grootste deel van de serie op de planeet Galra. In de laatste aflevering doodt hij Sincline, maar komt daarbij zelf ook om.

- Princess Amyū (アミュー姫, Amyū Hime): Fala's nichtje van de planeet Hercules.

### Het Galra Keizerrijk
Het Galra Keizerrijk is een leger van monsters en robots die zelfs hun eigen volk onderdrukken. Ze veroveren andere planeten om de bevolking als slaven te gebruiken.
- Emperor Daibarzaal (ダイ・バザール大帝王, Dai Bazāru Daiteiō): de keizer van de Galra. Hij is een sadistische tiran die altijd ondergeschikten, waaronder zelfs zijn eigen zoon, laat opdraaien voor zijn mislukkingen. Hij verliest snel zijn geduld, en vermoord indien nodig zelfs zijn eigen onderdanen. Hij komt om in aflevering 50 wanneer hij eigenhandig de GoLion bevecht met een naar hem gemodelleerde robot.

- Prins Sincline (シンクライン皇太子, Shinkurain Kōtaishi): Daibarzaals zoon, en de troonopvolger van het keizerrijk. Hij is een gevaarlijke en sluwe man. Zijn enige zwakte is dat hij verliefd is op prinses Fala, en haar derhalve niets aan wil doen. Tevens heeft hij een eergevoel, en weigert gemene truucs te gebruiken in een gevecht. In de laatste aflevering wordt hij doodgestoken door Sho.

- Honerva (妖婆ホネルバ, Yōba Honeruba): een wetenschapper/heks die voor Daibarzaal de monsterlijke Beast Fighters maakt. Ze wordt aan het eind van de serie gedood door Sincline.

- Sadak (サダック, Sadakku): een militaire commandant van de planeet Galra. Door zijn vele mislukkingen tegen GoLion wordt hij in aflevering 14 ter dood veroordeeld.

- Galran Soldiers: soldaten van de Galran.

## Omzetting naar Voltron
Bij het omzetten van de serie naar het eerste seizoen van Voltron, kregen alle personages nieuwe namen en werd veel van het geweld uit de serie gehaald. Tevens overleven alle primaire schurken de serie, waardoor ze later terug konden keren in het derde seizoen.

## Afleveringen
1. Escape from the Slave Castle
2. The Extinct Star of Illusion
3. An Apparition and Five Keys
4. Resurrection of the Legendary Giant
5. Fortress of the New Battle
6. The Death of Brave Shirogane
7. Fight of the Beautiful Princess
8. Stolen Blue Lion
9. Girl of the Evil Country
10. The Secret of the White Lion
11. The Red Rain of the Underworld
12. The Evil Deeds of the Great Emperor
13. Honerva the Beauty Appears
14. The Crown Prince of Galra
15. Get Over the Spectre of Shirogane
16. The Love Bridge of Legend
17. Challenge of Space
18. The Sound of Steps in the Forest of Fear
19. The Ghost Castle of Mystery
20. Goodbye Earth
21. Sister Star of Altea
22. The Space Rose of Illusion
23. Friday the 13th
24. Search for the Small Shadows!
25. Destroy the Huge Gun!
26. Defeat the Invisible Enemy
27. The Lullaby of the Giant Beast
28. Birthday of the Demon
29. The Sky of Fire Approaches
30. The Black Love of the Crown Prince
31. The Mecha Beast Fighter of Fear
32. Behold the 100 Ton Punch
33. Terror of the Space Frog
34. Underground Secret Operation
35. Defend the Soccer Stadium
36. Death Match of Light and Shadow
37. Speed Mania of Space
38. Go Lion Hunting
39. The Trap of the Super Armored Strength Star
40. Altea Devoid of Tomorrow
41. The Younger Brother of Brave Shirogane
42. The Sand Planet Calls out Death
43. Young Death Defying Squad of Anger
44. Vow of Planet Jalu
45. Great Army of Darkness
46. Aburada's Great Victory of Love
47. Target Mannaker
48. Rebellion of the Mecha Fortress
49. The Challenge of Mister Mecha X
50. Great Charge To Galra
51. Golion, Fighting Hard
52. Burn Galra Castle

## Muziek
Begintune
- Tatakae! Golion (斗え!ゴライオン) door Ichiro Mizuki, Koorogi '73, en Columbia Yurikago-Kai

Eindtune
- Gonin de Hitotsu (五人でひとつ) door Ichiro Mizuki, Koorogi '73, en Feelin' Free